# 1985-ös NHL-draft
Az 1985-ös NHL-draftot a kanadai Torontóban tartották meg a Metro Toronto Convention Centre-ben. Ez volt az első draft melyet nem Montréalban tartottak meg. Ez volt a 23. draft.

## A draft

### Első kör
| #  | Játékos          | Poszt       | Nemzetiség | NHL csapat          | Egyetem/junior/club csapat       |
| -- | ---------------- | ----------- | ---------- | ------------------- | -------------------------------- |
| 1  | Wendel Clark     | Bal szélső  | CAN        | Toronto Maple Leafs | Saskatoon Blades (WHL)           |
| 2  | Craig Simpson    | Bal szélső  | CAN        | Pittsburgh Penguins | Michigan State (NCAA)            |
| 3  | Craig Wolanin    | Védő        | USA        | New Jersey Devils   | Kitchener Rangers (OHL)          |
| 4  | Jim Sandlak      | Jobb szélső | CAN        | Vancouver Canucks   | London Knights (OHL)             |
| 5  | Dana Murzyn      | Védő        | CAN        | Hartford Whalers    | Calgary Wranglers (WHL)          |
| 6  | Brad Dalgarno    | Jobb szélső | CAN        | New York Islanders  | Hamilton Steelhawks (OHL)        |
| 7  | Ulf Dahlén       | Jobb szélső | SWE        | New York Rangers    | Ostersund (Svédország)           |
| 8  | Brent Fedyk      | Jobb szélső | CAN        | Detroit Red Wings   | Regina Pats (WHL)                |
| 9  | Craig Duncanson  | Bal szélső  | CAN        | Los Angeles Kings   | Sudbury Wolves (OHL)             |
| 10 | Dan Gratton      | Center      | CAN        | Los Angeles Kings   | Oshawa Generals (OHL)            |
| 11 | Dave Manson      | Védő        | CAN        | Chicago Black Hawks | Prince Albert Raiders (WHL)      |
| 12 | Jose Charbonneau | Jobb szélső | CAN        | Montréal Canadiens  | Drummondville Voltigeurs (QMJHL) |
| 13 | Derek King       | Bal szélső  | CAN        | New York Islanders  | Sault Ste Marie Greyhounds (OHL) |
| 14 | Calle Johansson  | Védő        | SWE        | Buffalo Sabres      | Västra Frölunda HC (Svédország)  |
| 15 | David Latta      | Bal szélső  | CAN        | Quebec Nordiques    | Kitchener Rangers (OHL)          |
| 16 | Tom Chorske      | Bal szélső  | USA        | Montréal Canadiens  | Southwest High School            |
| 17 | Chris Biotti     | Védő        | USA        | Calgary Flames      | Belmont Hill School (Mass.)      |
| 18 | Ryan Stewart     | Center      | CAN        | Winnipeg Jets       | Kamloops Blazers (WHL)           |
| 19 | Yvon Corriveau   | Bal szélső  | CAN        | Washington Capitals | Toronto Marlboros (OHL)          |
| 20 | Scott Metcalfe   | Center      | CAN        | Edmonton Oilers     | Kingston Canadians (OHL)         |
| 21 | Glen Seabrooke   | Center      | CAN        | Philadelphia Flyers | Peterborough Petes (OHL)         |
|    |                  |             |            |                     |                                  |

### Második kör
| #  | Játékos          | Poszt       | Nemzetiség | NHL csapat          | Egyetem/junior/club csapat                |
| -- | ---------------- | ----------- | ---------- | ------------------- | ----------------------------------------- |
| 22 | Ken Spangler     | Védő        | CAN        | Toronto Maple Leafs | Calgary Wranglers (WHL)                   |
| 23 | Lee Giffin       | Jobb szélső | CAN        | Pittsburgh Penguins | Oshawa Generals (OHL)                     |
| 24 | Sean Burke       | Kapus       | CAN        | New Jersey Devils   | Toronto Marlboros (OHL)                   |
| 25 | Troy Gamble      | Kapus       | CAN        | Vancouver Canucks   | Medicine Hat Tigers (WHL)                 |
| 26 | Kay Whitmore     | Kapus       | CAN        | Hartford Whalers    | Peterborough Petes (OHL)                  |
| 27 | Joe Nieuwendyk   | Center      | CAN        | Calgary Flames      | Cornell University (NCAA)                 |
| 28 | Mike Richter     | Kapus       | USA        | New York Rangers    | Northwood Prep (New York)                 |
| 29 | Jeff Sharples    | Védő        | CAN        | Detroit Red Wings   | Kelowna Wings (WHL)                       |
| 30 | Par Edlund       | Bal szélső  | SWE        | Los Angeles Kings   | IF Björklöven (Svédország)                |
| 31 | Alain Côté       | Védő        | CAN        | Boston Bruins       | Quebec Remparts (QMJHL)                   |
| 32 | Eric Weinrich    | Védő        | USA        | New Jersey Devils   | North Yarmouth Academy (Maine)            |
| 33 | Todd Richards    | Védő        | USA        | Montréal Canadiens  | Robbinsdale Armstrong High School (Minn.) |
| 34 | Brad Lauer       | Bal szélső  | CAN        | New York Islanders  | Regina Pats (WHL)                         |
| 35 | Benoit Hogue     | Bal szélső  | CAN        | Buffalo Sabres      | St. Jean Beavers (QMJHL)                  |
| 36 | Jason Lafreniere | Center      | CAN        | Quebec Nordiques    | Hamilton Steelhawks (OHL)                 |
| 37 | Herb Raglan      | Jobb szélső | CAN        | St. Louis Blues     | Kingston Canadians (OHL)                  |
| 38 | Jeff Wenaas      | Center      | CAN        | Calgary Flames      | Medicine Hat Tigers (WHL)                 |
| 39 | Roger Ohman      | --          | SWE        | Winnipeg Jets       | Leksands IF (Svédország)                  |
| 40 | John Druce       | Jobb szélső | CAN        | Washington Capitals | Peterborough Petes (OHL)                  |
| 41 | Todd Carnelley   | Védő        | CAN        | Edmonton Oilers     | Kamloops Blazers (WHL)                    |
| 42 | Bruce Rendall    | Bal szélső  | CAN        | Philadelphia Flyers | Chatham Jr. B (OPJHL)                     |
|    |                  |             |            |                     |                                           |

### Harmadik kör
| #  | Játékos           | Poszt       | Nemzetiség | NHL csapat            | Egyetem/junior/club csapat     |
| -- | ----------------- | ----------- | ---------- | --------------------- | ------------------------------ |
| 43 | Dave Tomlinson    | Bal szélső  | CAN        | Toronto Maple Leafs   | Brandon Wheat Kings (WHL)      |
| 44 | Nelson Emerson    | Jobb szélső | CAN        | St. Louis Blues       | Stratford Jr. B (OPJHL)        |
| 45 | Myles O'Connor    | Védő        | CAN        | New Jersey Devils     | Notre Dame Hounds (Sask.)      |
| 46 | Shane Doyle       | Védő        | CAN        | Vancouver Canucks     | Belleville Bulls (OHL)         |
| 47 | Rocky Dundas      | Jobb szélső | CAN        | Montréal Canadiens    | Kelowna Wings (WHL)            |
| 48 | Darryl Gilmour    | Kapus       | CAN        | Philadelphia Flyers   | Moose Jaw Warriors (WHL)       |
| 49 | Sam Lindstahl     | Kapus       | SWE        | New York Rangers      | Södertälje SK (Svédország)     |
| 50 | Steve Chiasson    | Védő        | CAN        | Detroit Red Wings     | Guelph Platers (OHL)           |
| 51 | Stephane Roy      | Center      | CAN        | Minnesota North Stars | Granby Bisons (QMJHL)          |
| 52 | Bill Ranford      | Kapus       | CAN        | Boston Bruins         | New Westminster Bruins (WHL)   |
| 53 | Andy Helmuth      | Kapus       | CAN        | Chicago Black Hawks   | Ottawa 67's (OHL)              |
| 54 | Ned Desmond       | --          | USA        | St. Louis Blues       | Hotchkiss School (Conn.)       |
| 55 | Jeff Finley       | Védő        | CAN        | New York Islanders    | Portland Winter Hawks (WHL)    |
| 56 | Keith Gretzky     | Csatár      | CAN        | Buffalo Sabres        | Windsor Spitfires (OHL)        |
| 57 | Max Middendorf    | Center      | CAN        | Quebec Nordiques      | Sudbury Wolves (OHL)           |
| 58 | Bruce Racine      | Kapus       | CAN        | Pittsburgh Penguins   | Northeastern University (NCAA) |
| 59 | Lane MacDonald    | Bal szélső  | USA        | Calgary Flames        | Harvard University (NCAA)      |
| 60 | Daniel Berthiaume | Kapus       | CAN        | Winnipeg Jets         | Chicoutimi Sagueneens (QMJHL)  |
| 61 | Rob Murray        | Center      | CAN        | Washington Capitals   | Peterborough Petes (OHL)       |
| 62 | Mike Ware         | --          | CAN        | Edmonton Oilers       | Hamilton Steelhawks (OHL)      |
| 63 | Shane Whelan      | --          | CAN        | Philadelphia Flyers   | Oshawa Generals (OHL)          |
|    |                   |             |            |                       |                                |

### Negyedik kör
| #  | Játékos           | Poszt      | Nemzetiség | NHL csapat            | Egyetem/junior/club csapat          |
| -- | ----------------- | ---------- | ---------- | --------------------- | ----------------------------------- |
| 64 | Greg Vey          | Bal szélső | CAN        | Toronto Maple Leafs   | Peterborough Petes (OHL)            |
| 65 | Peter Massey      | --         | USA        | Quebec Nordiques      | New Hampton School (N.H.)           |
| 66 | Greg Polak        | --         | USA        | New Jersey Devils     | Lincoln H.S. (RI)                   |
| 67 | Randy Siska       | Center     | CAN        | Vancouver Canucks     | Medicine Hat Tigers (WHL)           |
| 68 | Gary Callaghan    | Center     | CAN        | Hartford Whalers      | Belleville Bulls (OHL)              |
| 69 | Mike Berger       | Védő       | CAN        | Minnesota North Stars | Lethbridge Broncos (WHL)            |
| 70 | Pat Janostin      | --         | CAN        | New York Rangers      | Notre Dame H.S. (Sask.)             |
| 71 | Mark Gowens       | Kapus      | CAN        | Detroit Red Wings     | Windsor Compuware Spitfires (OHL)   |
| 72 | Perry Florio      | Védő       | USA        | Los Angeles Kings     | Kent H.S. (Conn.)                   |
| 73 | Jamie Kelly       | --         | USA        | Boston Bruins         | Scituate H.S. (Mass.)               |
| 74 | Dan Vincelette    | Bal szélső | CAN        | Chicago Black Hawks   | Drummondville Voltigeurs (QMJHL)    |
| 75 | Martin Desjardins | Center     | CAN        | Montréal Canadiens    | Trois Rivieres Draveurs (QMJHL)     |
| 76 | Kevin Herom       | Bal szélső | CAN        | New York Islanders    | Moose Jaw Warriors (WHL)            |
| 77 | Dave Moylan       | Védő       | CAN        | Buffalo Sabres        | Sudbury Wolves (OHL)                |
| 78 | David Espe        | Védő       | USA        | Quebec Nordiques      | White Bear Lake H.S.(Minn.)         |
| 79 | Brent Gilchrist   | Center     | CAN        | Montréal Canadiens    | Kelowna Wings (WHL)                 |
| 80 | Roger Johansson   | Védő       | SWE        | Calgary Flames        | Troja/Ljungby (Svédország)          |
| 81 | Fredrik Olausson  | Védő       | SWE        | Winnipeg Jets         | Farjestads BK Karlstad (Svédország) |
| 82 | Bill Houlder      | Védő       | CAN        | Washington Capitals   | North Bay Centennials (OHL)         |
| 83 | Larry Shaw        | Védő       | CAN        | Washington Capitals   | Peterborough Petes (OHL)            |
| 84 | Paul Marshall     | --         | USA        | Philadelphia Flyers   | Northwood Prep (New York)           |
|    |                   |            |            |                       |                                     |

### Ötödik kör
| #   | Játékos        | Poszt       | Nemzetiség | NHL csapat            | Egyetem/junior/club csapat   |
| --- | -------------- | ----------- | ---------- | --------------------- | ---------------------------- |
| 85  | Jeff Serowik   | Védő        | USA        | Toronto Maple Leafs   | Lawrence Academy (Mass.)     |
| 86  | Steve Gotaas   | Center      | CAN        | Pittsburgh Penguins   | Prince Albert Raiders (WHL)  |
| 87  | Rick Herbert   | Védő        | CAN        | Chicago Black Hawks   | Portland Winter Hawks (WHL)  |
| 88  | Robert Kron    | Center      | CZE        | Vancouver Canucks     | Brno ZKL (Csehszlovákia)     |
| 89  | Tommy Hedlund  | --          | SWE        | New York Islanders    | AIK Hockey (Svédország)      |
| 90  | Dwight Mullins | Jobb szélső | CAN        | Minnesota North Stars | Lethbridge Broncos (WHL)     |
| 91  | Brad Stepan    | Bal szélső  | CAN        | New York Rangers      | Hastings H.S. (Minn.)        |
| 92  | Chris Luongo   | Védő        | USA        | Detroit Red Wings     | St. Clair Shores (NAJHL)     |
| 93  | Petr Prajsler  | Védő        | CZE        | Los Angeles Kings     | HC Pardubice (Csehszlovákia) |
| 94  | Steve Moore    | Védő        | CAN        | Boston Bruins         | London Jr. B (OPJHL)         |
| 95  | Brad Belland   | Center      | CAN        | Chicago Black Hawks   | Sudbury Wolves (OHL)         |
| 96  | Tom Sagissor   | Center      | USA        | Montréal Canadiens    | Hastings H.S. (Minn.)        |
| 97  | Jeff Sveen     | --          | USA        | New York Islanders    | Bostoni Egyetem (NCAA)       |
| 98  | Ken Priestlay  | Center      | CAN        | Buffalo Sabres        | Victoria Cougars (WHL)       |
| 99  | Bruce Major    | Center      | CAN        | Quebec Nordiques      | Richmond Sockeyes (BCJHL)    |
| 100 | Dan Brooks     | Védő        | USA        | St. Louis Blues       | Saint Thomas Academy (Minn.) |
| 101 | Esa Keskinen   | Csatár      | FIN        | Calgary Flames        | TPS (Finnország)             |
| 102 | John Borrell   | --          | USA        | Winnipeg Jets         | Burnsville H.S. (Minn.)      |
| 103 | Claude Dumas   | Center      | CAN        | Washington Capitals   | Granby Bisons (QMJHL)        |
| 104 | Tomas Kapusta  | Center      | CZE        | Edmonton Oilers       | Zlín (Csehszlovákia)         |
| 105 | Daril Holmes   | Jobb szélső | CAN        | Philadelphia Flyers   | Kingston Canadians (OHL)     |
|     |                |             |            |                       |                              |

### Hatodik kör
| #   | Játékos            | Poszt       | Nemzetiség | NHL csapat            | Egyetem/junior/club csapat      |
| --- | ------------------ | ----------- | ---------- | --------------------- | ------------------------------- |
| 106 | Jiří Látal         | Védő        | CZE        | Toronto Maple Leafs   | Dukla Trencín (Csehszlovákia)   |
| 107 | Kevin Clemens      | Bal szélső  | CAN        | Pittsburgh Penguins   | Regina Pats (WHL)               |
| 108 | Bill McMillan      | Jobb szélső | CAN        | New Jersey Devils     | Peterborough Petes (OHL)        |
| 109 | Martin Hrstka      | --          | CZE        | Vancouver Canucks     | Dukla Trencín (Csehszlovákia)   |
| 110 | Shane Churla       | Jobb szélső | CAN        | Hartford Whalers      | Medicine Hat Tigers (WHL)       |
| 111 | Mike Mullowney     | --          | USA        | Minnesota North Stars | Deerfield Academy Mass.         |
| 112 | Brian McReynolds   | Center      | CAN        | New York Rangers      | Orillia Jr. B (OPJHL)           |
| 113 | Randy McKay        | Jobb szélső | CAN        | Detroit Red Wings     | Michigan Tech (NCAA)            |
| 114 | Stuart-Lee Marston | --          | CAN        | Pittsburgh Penguins   | Longueuil Chevaliers (QMJHL)    |
| 115 | Gord Hynes         | Védő        | CAN        | Boston Bruins         | Medicine Hat Tigers (WHL)       |
| 116 | Jonas Heed         | Védő        | SWE        | Chicago Black Hawks   | Södertälje SK (Svédország)      |
| 117 | Donald Dufresne    | Védő        | CAN        | Montréal Canadiens    | Trois Rivieres Draveurs (QMJHL) |
| 118 | Rod Dallman        | Bal szélső  | CAN        | New York Islanders    | Prince Albert Raiders (WHL)     |
| 119 | Joe Reekie         | Védő        | CAN        | Buffalo Sabres        | Cornwall Royals (OHL)           |
| 120 | Andy Akervik       | Center      | USA        | Quebec Nordiques      | Memorial High School            |
| 121 | Rick Burchill      | Kapus       | USA        | St. Louis Blues       | Catholic Memorial H.S. (Mass.)  |
| 122 | Tim Sweeney        | Bal szélső  | USA        | Calgary Flames        | Weymouth North H.S. (Mass.)     |
| 123 | Danton Cole        | Jobb szélső | USA        | Winnipeg Jets         | Aurora Jr. B (OPJHL)            |
| 124 | Doug Stromback     | Jobb szélső | CAN        | Washington Capitals   | Kitchener Rangers (OHL)         |
| 125 | Brian Tessier      | Kapus       | CAN        | Edmonton Oilers       | North Bay Centennials (OHL)     |
| 126 | Ken Alexander      | Védő        | CAN        | Philadelphia Flyers   | Kitchener Rangers (OHL)         |
|     |                    |             |            |                       |                                 |

### Hetedik kör
| #   | Játékos          | Poszt       | Nemzetiség | NHL csapat            | Egyetem/junior/club csapat             |
| --- | ---------------- | ----------- | ---------- | --------------------- | -------------------------------------- |
| 127 | Tim Bean         | Bal szélső  | CAN        | Toronto Maple Leafs   | North Bay Centennials (OHL)            |
| 128 | Steve Titus      | Kapus       | CAN        | Pittsburgh Penguins   | Cornwall Royals (OHL)                  |
| 129 | Kevin Schrader   | --          | USA        | New Jersey Devils     | Burnsville H.S. (Minn.)                |
| 130 | Brian McFarlane  | Jobb szélső | CAN        | Vancouver Canucks     | Seattle Breakers (WHL)                 |
| 131 | Chris Brant      | Bal szélső  | CAN        | Hartford Whalers      | Sault-Ste.-Marie Greyhounds (OHL)      |
| 132 | Mike Kelfer      | Center      | USA        | Minnesota North Stars | St. John's Preparatory School (Mass.)  |
| 133 | Neil Pilon       | Védő        | CAN        | New York Rangers      | Kamloops Blazers (WHL)                 |
| 134 | Thomas Bjuhr     | Bal szélső  | SWE        | Detroit Red Wings     | AIK (Svédország)                       |
| 135 | Tim Flanagan     | Center      | CAN        | Los Angeles Kings     | Michigan Tech (NCAA)                   |
| 136 | Per Martinelle   | --          | SWE        | Boston Bruins         | AIK (Svédország)                       |
| 137 | Victor Posa      | Védő        | USA        | Chicago Black Hawks   | University of Wisconsin-Madison (NCAA) |
| 138 | Pat Jablonski    | Kapus       | USA        | St. Louis Blues       | Detroit Compuware (NAJHL)              |
| 139 | Kurt Lackton     | Jobb szélső | CAN        | New York Islanders    | Moose Jaw Warriors (WHL)               |
| 140 | Petri Matikainen | Védő        | FIN        | Buffalo Sabres        | SaPKo (Finnország)                     |
| 141 | Mike Oliverio    | Csatár      | CAN        | Quebec Nordiques      | Sault-Ste.-Marie Greyhounds (OHL)      |
| 142 | Ed Cristofoli    | Jobb szélső | CAN        | Montréal Canadiens    | Penticton Knights (BCJHL)              |
| 143 | Stu Grimson      | Bal szélső  | CAN        | Calgary Flames        | Regina Pats (WHL)                      |
| 144 | Brent Mowery     | Center      | CAN        | Winnipeg Jets         | Summerland Jr. B (BCJHL)               |
| 145 | Jamie Nadjiwan   | Bal szélső  | CAN        | Washington Capitals   | Sudbury Wolves (OHL)                   |
| 146 | Shawn Tyers      | Bal szélső  | CAN        | Edmonton Oilers       | Kitchener Rangers (OHL)                |
| 147 | Tony Horacek     | Bal szélső  | CAN        | Philadelphia Flyers   | Kelowna Wings (WHL)                    |
|     |                  |             |            |                       |                                        |

### Nyolcadik kör
| #   | Játékos          | Poszt       | Nemzetiség | NHL csapat            | Egyetem/junior/club csapat     |
| --- | ---------------- | ----------- | ---------- | --------------------- | ------------------------------ |
| 148 | Andy Donahue     | --          | USA        | Toronto Maple Leafs   | Belmont Hill H.S. (Mass.)      |
| 149 | Paul Stanton     | Védő        | USA        | Pittsburgh Penguins   | Catholic Memorial H.S. (Mass.) |
| 150 | Ed Krayer        | --          | USA        | New Jersey Devils     | St. Paul’s H.S. (N.H.)         |
| 151 | Hakan Ahlund     | Jobb szélső | SWE        | Vancouver Canucks     | Örebro IK (Svédország)         |
| 152 | Brian Puhalski   | Bal szélső  | CAN        | Hartford Whalers      | Notre Dame H.S. (Sask.)        |
| 153 | Ross Johnson     | --          | CAN        | Minnesota North Stars | Rochester Mayo H.S. (Minn.)    |
| 154 | Larry Bernard    | Bal szélső  | CAN        | New York Rangers      | Seattle Breakers (WHL)         |
| 155 | Mike Luckraft    | --          | USA        | Detroit Red Wings     | Burnsville H.S. (Minn.)        |
| 156 | John Hyduke      | Kapus       | CAN        | Los Angeles Kings     | Hibbing H.S. (Minn.)           |
| 157 | Randy Burridge   | Bal szélső  | CAN        | Boston Bruins         | Peterborough Petes (OHL)       |
| 158 | John Reid        | Kapus       | CAN        | Chicago Black Hawks   | Belleville Bulls (OHL)         |
| 159 | Scott Brickey    | --          | USA        | St. Louis Blues       | Port Huron (NAJHL)             |
| 160 | Hank Lammens     | Védő        | CAN        | New York Islanders    | St. Lawrence University (NCAA) |
| 161 | Trent Kaese      | Jobb szélső | CAN        | Buffalo Sabres        | Lethbridge Broncos (WHL)       |
| 162 | Mario Brunetta   | Kapus       | CAN        | Quebec Nordiques      | Quebec Remparts (QMJHL)        |
| 163 | Mike Claringbull | Védő        | CAN        | Montréal Canadiens    | Medicine Hat Tigers (WHL)      |
| 164 | Nate Smith       | Védő        | USA        | Calgary Flames        | Lawrence Academy (Mass.)       |
| 165 | Tom Draper       | Kapus       | CAN        | Winnipeg Jets         | University of Vermont (NCAA)   |
| 166 | Mark Haarmann    | Védő        | CAN        | Washington Capitals   | Oshawa Generals (OHL)          |
| 167 | Tony Fairfield   | --          | CAN        | Edmonton Oilers       | St. Albert Saints (AJHL)       |
| 168 | Mike Cusack      | Csatár      | CAN        | Philadelphia Flyers   | Dubuque (USHL)                 |
|     |                  |             |            |                       |                                |

### Kilencedik kör
| #   | Játékos          | Poszt       | Nemzetiség | NHL csapat            | Egyetem/junior/club csapat        |
| --- | ---------------- | ----------- | ---------- | --------------------- | --------------------------------- |
| 169 | Todd Whittemore  | --          | USA        | Toronto Maple Leafs   | Kent H.S. (Conn.)                 |
| 170 | Jim Paek         | Védő        | CAN        | Pittsburgh Penguins   | Oshawa Generals (OHL)             |
| 171 | Jamie Huscroft   | Védő        | CAN        | New Jersey Devils     | Seattle Breakers (WHL)            |
| 172 | Curtis Hunt      | Védő        | CAN        | Vancouver Canucks     | Prince Albert Raiders (WHL)       |
| 173 | Greg Dornbach    | --          | USA        | Hartford Whalers      | Miami University (Ohio) (NCAA)    |
| 174 | Tim Helmer       | Jobb szélső | CAN        | Minnesota North Stars | Ottawa 67's (OHL)                 |
| 175 | Stephane Brochu  | Védő        | CAN        | New York Rangers      | Quebec Remparts (QMJHL)           |
| 176 | Rob Schena       | Védő        | USA        | Detroit Red Wings     | St. John's Prep (Mass.)           |
| 177 | Steve Horner     | --          | CAN        | Los Angeles Kings     | Henry Carr H.S. (Toronto)         |
| 178 | Gord Cruickshank | --          | USA        | Boston Bruins         | Providence College (NCAA)         |
| 179 | Richard Laplante | Csatár      | CAN        | Chicago Black Hawks   | University of Vermont (NCAA)      |
| 180 | Jeff Urban       | Bal szélső  | USA        | St. Louis Blues       | Minnetonka H.S. (Minn.)           |
| 181 | Rich Wiest       | Center      | CAN        | New York Islanders    | Lethbridge Broncos (WHL)          |
| 182 | Jiří Šejba       | Csatár      | CZE        | Buffalo Sabres        | HC Dukla Jihlava (Csehszlovákia)  |
| 183 | Brit Peer        | Jobb szélső | CAN        | Quebec Nordiques      | Sault-Ste.-Marie Greyhounds (OHL) |
| 184 | Roger Beedon     | Kapus       | CAN        | Montréal Canadiens    | Sarnia Jr. B (OPJHL)              |
| 185 | Darryl Olsen     | Védő        | CAN        | Calgary Flames        | St. Albert Saints (AJHL)          |
| 186 | Neven Kardum     | --          | CAN        | Winnipeg Jets         | Henry Carr H.S. (Toronto)         |
| 187 | Steve Hollett    | Bal szélső  | CAN        | Washington Capitals   | Sault-Ste.-Marie Greyhounds (OHL) |
| 188 | Kelly Buchberger | Jobb szélső | CAN        | Edmonton Oilers       | Moose Jaw Warriors (WHL)          |
| 189 | Gord Murphy      | Védő        | CAN        | Philadelphia Flyers   | Oshawa Generals (OHL)             |
|     |                  |             |            |                       |                                   |

### Tizedik kör
| #   | Játékos         | Poszt      | Nemzetiség | NHL csapat            | Egyetem/junior/club csapat      |
| --- | --------------- | ---------- | ---------- | --------------------- | ------------------------------- |
| 190 | Bobby Reynolds  | Left wing  | USA        | Toronto Maple Leafs   | St. Clair Shores H.S. (Mich.)   |
| 191 | Steve Shaunessy | Defence    | USA        | Pittsburgh Penguins   | Reading H.S. (Mass.)            |
| 192 | Terry Shold     | --         | USA        | New Jersey Devils     | International Falls H.S. (MN)   |
| 193 | Carl Valimont   | Defence    | USA        | Vancouver Canucks     | U. of Lowell (NCAA)             |
| 194 | Paul Tory       | Right wing | CAN        | Hartford Whalers      | U. of Illinois (NCAA)           |
| 195 | Gordie Ernst    | --         | USA        | Minnesota North Stars | Cranston East H.S. (R.I.)       |
| 196 | Steve Nemeth    | Right wing | CAN        | New York Rangers      | Lethbridge Broncos (WHL)        |
| 197 | Erik Hämäläinen | Defence    | FIN        | Detroit Red Wings     | Lukko Rauma (FNL)               |
| 198 | Maurice Mansi   | Forward    | CAN        | Montréal Canadiens    | RPI (NCAA)                      |
| 199 | Dave Buda       | --         | CAN        | Boston Bruins         | Streetsville Jr. B (OPJHL)      |
| 200 | Brad Hamilton   | Defence    | CAN        | Chicago Black Hawks   | Aurora Jr. B (OPJHL)            |
| 201 | Vince Guidotti  | --         | USA        | St. Louis Blues       | Noble & Greenough H.S. (Mass.)  |
| 202 | Real Arsenault  | --         | CAN        | New York Islanders    | Prince Andrew H.S. (Ont.)       |
| 203 | Boyd Sutton     | Centre     | USA        | Buffalo Sabres        | Stratford Cullitons (OPJHL)     |
| 204 | Tom Sasso       | Centre     | USA        | Quebec Nordiques      | Babson College (NCAA)           |
| 205 | Chad Arthur     | Left wing  | USA        | Montréal Canadiens    | Stratford Jr. B (OPJHL)         |
| 206 | Peter Romberg   | Defence    | GER        | Calgary Flames        | Iserlohn Roosters (Németország) |
| 207 | Dave Quigley    | Goaltender | CAN        | Winnipeg Jets         | U. of Moncton (CIAU)            |
| 208 | Dallas Eakins   | Defence    | USA        | Washington Capitals   | Peterborough Petes (OHL)        |
| 209 | Mario Barbe     | Defence    | CAN        | Edmonton Oilers       | Chicoutimi Sagueneens (QMJHL)   |
| 210 | Bob Beers       | Defence    | USA        | Boston Bruins         | Buffalo Jr. Sabres (NAJHL)      |
|     |                 |            |            |                       |                                 |

### Tizenegyedik kör
| #   | Játékos                 | Poszt       | Nemzetiség | NHL csapat            | Egyetem/junior/club csapat      |
| --- | ----------------------- | ----------- | ---------- | --------------------- | ------------------------------- |
| 211 | Tim Armstrong           | Center      | CAN        | Toronto Maple Leafs   | Toronto Marlboros (OHL)         |
| 212 | Doug Greschuk           | Védő        | CAN        | Pittsburgh Penguins   | St. Albert Saints (AJHL)        |
| 213 | Jamie McKinley          | Jobb szélső | CAN        | New Jersey Devils     | Guelph Platers (OHL)            |
| 214 | Igor Larionov           | Center      | USSR       | Vancouver Canucks     | HC CSKA Moszkva (USSR)          |
| 215 | Jerry Pawloski          | --          | USA        | Hartford Whalers      | Harvard University (NCAA)       |
| 216 | Ladislav Lubina         | Csatár      | CZE        | Minnesota North Stars | Pardubice HC (Csehszlovákia)    |
| 217 | Robert Burakovsky       | Jobb szélső | SWE        | New York Rangers      | Leksands IF (Svédország)        |
| 218 | Bo Svanberg             | Center      | SWE        | Detroit Red Wings     | Färjestads BK (Svédország)      |
| 219 | Trent Ciprick           | Jobb szélső | CAN        | Los Angeles Kings     | Brandon Wheat Kings (WHL)       |
| 220 | John Byce               | Jobb szélső | USA        | Boston Bruins         | Madison Memorial H.S. (Wisc.)   |
| 221 | Ian Pound               | Védő        | CAN        | Chicago Black Hawks   | Kitchener Rangers (OHL)         |
| 222 | Ron Saatzer             | --          | USA        | St. Louis Blues       | Hopkins H.S. (Minn.)            |
| 223 | Mike Volpe              | Kapus       | CAN        | New York Islanders    | St. Mary's University (CIAU)    |
| 224 | Guy Larose              | Center      | CAN        | Buffalo Sabres        | Guelph Platers (OHL)            |
| 225 | Gary Murphy             | --          | USA        | Quebec Nordiques      | Arlington Catholic H.S. (Mass.) |
| 226 | Mike Bishop             | Védő        | CAN        | Montréal Canadiens    | Sarnia Jr. B (OPJHL)            |
| 227 | Alekszandr Kozsevnyikov | Csatár      | USSR       | Calgary Flames        | HC Spartak Moszkva (USSR)       |
| 228 | Chris Norton            | --          | CAN        | Winnipeg Jets         | Cornell University (NCAA)       |
| 229 | Steve Hrynewich         | Center      | CAN        | Washington Capitals   | Ottawa 67's (OHL)               |
| 230 | Peter Headon            | --          | CAN        | Edmonton Oilers       | Notre Dame H.S. (Sask.)         |
| 231 | Rod Williams            | Jobb szélső | CAN        | Philadelphia Flyers   | Kelowna Wings (WHL)             |
|     |                         |             |            |                       |                                 |

### Tizenkettedik kör
| #   | Játékos           | Poszt      | Nemzetiség | NHL csapat            | Egyetem/junior/club csapat           |
| --- | ----------------- | ---------- | ---------- | --------------------- | ------------------------------------ |
| 232 | Mitch Murphy      | --         | USA        | Toronto Maple Leafs   | St. Paul’s H.S. (N.H.)               |
| 233 | Gregory Choules   | Bal szélső | CAN        | Pittsburgh Penguins   | Chicoutimi Sagueneens (QMJHL)        |
| 234 | David Williams    | Védő       | USA        | New Jersey Devils     | Choate H.S. (Conn.)                  |
| 235 | Darren Taylor     | Bal szélső | CAN        | Vancouver Canucks     | Calgary Wranglers (WHL)              |
| 236 | Bruce Hill        | --         | CAN        | Hartford Whalers      | University of Denver (NCAA)          |
| 237 | Tommy Sjödin      | Védő       | SWE        | Minnesota North Stars | Timrå IK (Svédország)                |
| 238 | Rudy Poeschek     | Védő       | CAN        | New York Rangers      | Kamloops Blazers (WHL)               |
| 239 | Mikael Lindman    | Védő       | SWE        | Detroit Red Wings     | AIK (Svédország)                     |
| 240 | Marian Horvath    | --         | CZE        | Los Angeles Kings     | HC Slovan Bratislava (Csehszlovákia) |
| 241 | Marc West         | Center     | CAN        | Boston Bruins         | Burlington Jr. B (OPJHL)             |
| 242 | Richard Braccia   | Csatár     | USA        | Chicago Black Hawks   | Avon Old Farms H.S. (Conn.)          |
| 243 | Dave Jecha        | --         | USA        | St. Louis Blues       | Minnetonka H.S. (Minn.)              |
| 244 | Tony Grenier      | --         | CAN        | New York Islanders    | Prince Albert Raiders (WHL)          |
| 245 | Ken Baumgartner   | Bal szélső | CAN        | Buffalo Sabres        | Prince Albert Raiders (WHL)          |
| 246 | Jean Bois         | --         | CAN        | Quebec Nordiques      | Trois Rivieres Draveurs (QMJHL)      |
| 247 | John Ferguson Jr. | Bal szélső | CAN        | Montréal Canadiens    | Winnipeg South Blues (MJHL)          |
| 248 | Bill Gregoire     | Védő       | CAN        | Calgary Flames        | Victoria Cougars (WHL)               |
| 249 | Anssi Melametsa   | --         | FIN        | Winnipeg Jets         | HIFK (Finnország)                    |
| 250 | Frank Di Muzio    | Bal szélső | CAN        | Washington Capitals   | Belleville Bulls (OHL)               |
| 251 | John Haley        | Kapus      | USA        | Edmonton Oilers       | Hull H.S. (Mass.)                    |
| 252 | Paul Maurice      | Védő       | CAN        | Philadelphia Flyers   | Windsor Compuware Spitfires (OHL)    |
|     |                   |            |            |                       |                                      |